# Inquinamento idrico

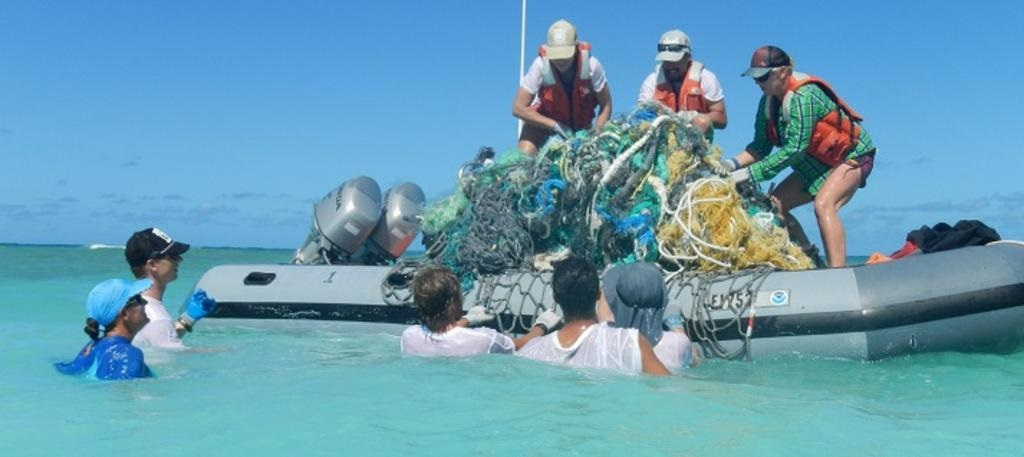
Rimozione di rifiuti dal mare nelle Hawaii.

L'inquinamento idrico è legato agli ecosistemi che hanno come elemento principale l'acqua ed è causato da molteplici fattori, tra cui gli scarichi non trattati delle attività industriali, agricole o civili che arrivano nei fiumi, nei laghi e nei mari.

## Descrizione

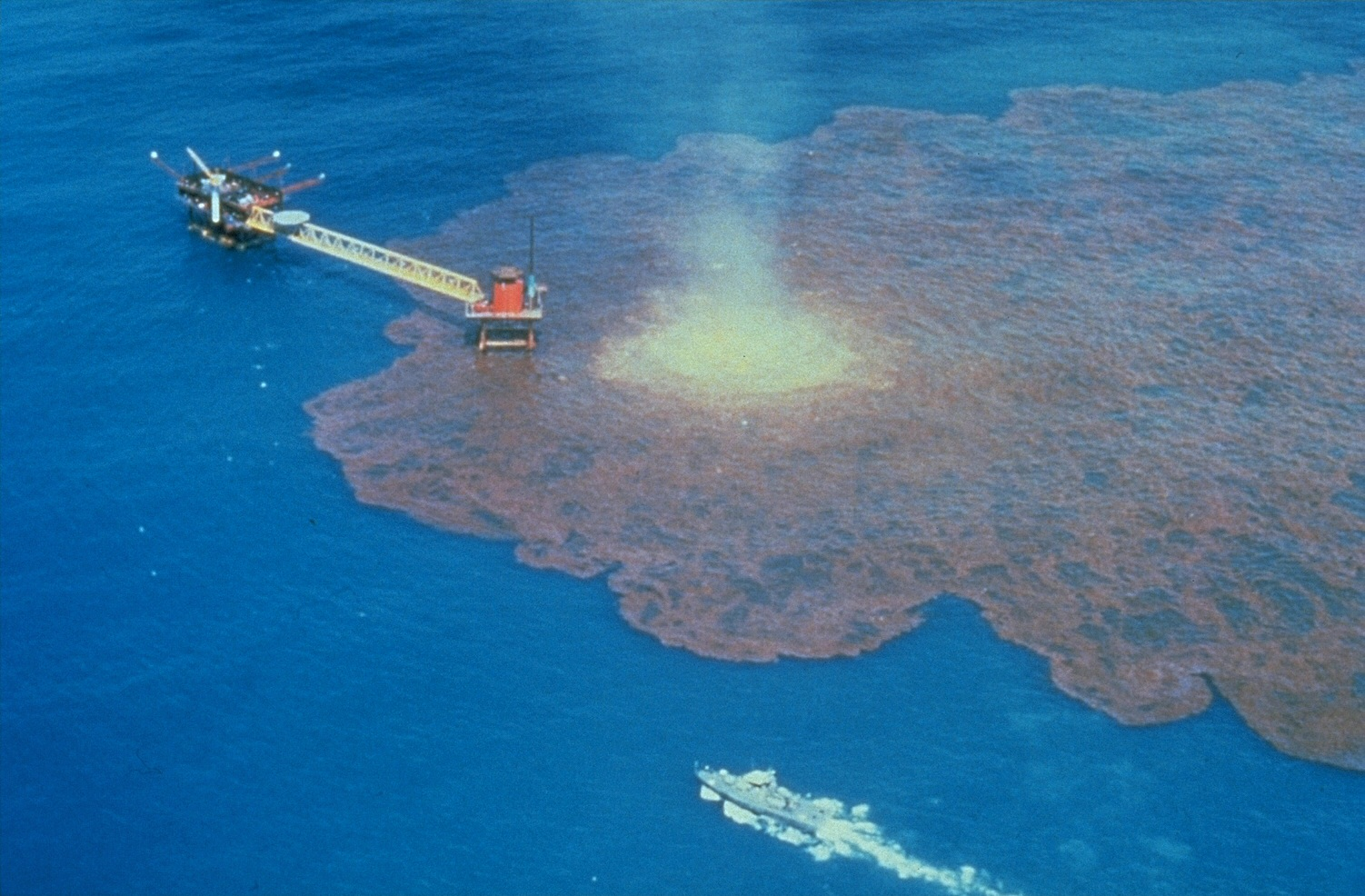
Inquinamento delle acque in seguito ad un disastro petrolifero

Il tipo di inquinamento dell'acqua può essere di natura chimica, fisica o microbiologica e le conseguenze possono compromettere la salute della flora e della fauna coinvolte, fino agli uomini, nuocendo all'ecosistema e alle riserve idriche ad uso potabile.
Ci sono due vie principali tramite le quali gli inquinanti raggiungono l'acqua: per via diretta o per via indiretta. L'inquinamento per via diretta avviene quando vengono riversate direttamente, nei corsi d'acqua, sostanze inquinanti senza alcun trattamento di depurazione. La via indiretta, invece, avviene quando le sostanze inquinanti arrivano nei corsi d'acqua tramite aria o suolo.

## Classificazione in base all'origine dell'inquinamento
In base all'origine del fenomeno inquinante si può distinguere in:
- inquinamento industriale: si evidenziano tra le maggiori responsabili dell'inquinamento idrico le industrie chimiche, che producono acido nitrico, soda, acido fosforico, ammoniaca, acido solforico e acido cloridrico, Inoltre, industrie quali cartiere, segherie e caseifici, producono dei residui che, se sversati nelle acque senza trattamento, favoriscono l'eutrofizzazione e l'accrescimento di batteri;
- inquinamento militare: è l'inquinamento causato dalla dispersione nell'ambiente di sostanze usate per attività militari, ad esempio munizioni all'uranio impoverito, ordigni inesplosi[1], test nucleari.
- inquinamento da acque reflue civili: fa riferimento alle acque che derivano dagli scarichi di abitazioni e uffici che, se non vengono sottoposte a trattamenti di depurazione, andranno ad incidere sull'inquinamento idrico. È stato principalmente l'aumento esponenziale della popolazione a rendere il problema dei rifiuti e degli scarichi in fognatura una questione di dimensioni importanti, partita con la rivoluzione industriale; tutt'oggi, infatti, in molte delle megalopoli, non esiste un adeguato sistema di smaltimento dei rifiuti e di depurazione delle acque e si genera, così, una quantità di rifiuti vari (metalli, plastiche, carte e sostanze organiche) non smaltibili e contaminatori delle falde acquifere;[senza fonte]
- inquinamento degli oceani: negli oceani possono confluire le acque inquinanti derivanti dai fiumi. Dagli anni 2000 è emerso un nuovo tipo di inquinamento idrico che coinvolge mari e oceani invasi da plastiche e microplastica galleggianti che tendono ad entrare nel ciclo dell'acqua e poi direttamente nella catena alimentare degli organismi acquatici marini e di conseguenza in quella umana;
- inquinamento agricolo: deriva dall'utilizzo di fertilizzanti e pesticidi in quantità eccessiva e dallo spandimento di liquami provenienti dagli allevamenti. Queste sostanze possono arrivare alle falde acquifere sotterranee e ai fiumi per dilavamento dei terreni;
- inquinamento da idrocarburi: è causato soprattutto dal petrolio che fuoriesce dalle petroliere, danneggiate o naufragate, o da quello presente negli scarichi delle acque usate per lavare le cisterne petrolifere.
- inquinamento termico: è un tipo causato dallo scarico incontrollato dell'acqua per raffreddare gli impianti di industrie, in particolar modo nelle centrali termoelettriche. Quindi, viene rilasciata nell'ambiente acqua a temperatura superiore rispetto a quella in cui viene immessa, provocando alterazioni delle condizioni fisiche dell'acqua con moria degli organismi viventi presenti.
- inquinamento radioattivo: sostanze o scorie radioattive provenienti dalle miniere di uranio e torio e dagli impianti di trasformazione di questi metalli, oltre che dalle centrali nucleari, dalle industrie e dai laboratori medici e di ricerca che fanno uso di materiali radioattivi.

## Classificazione in base agli agenti inquinanti

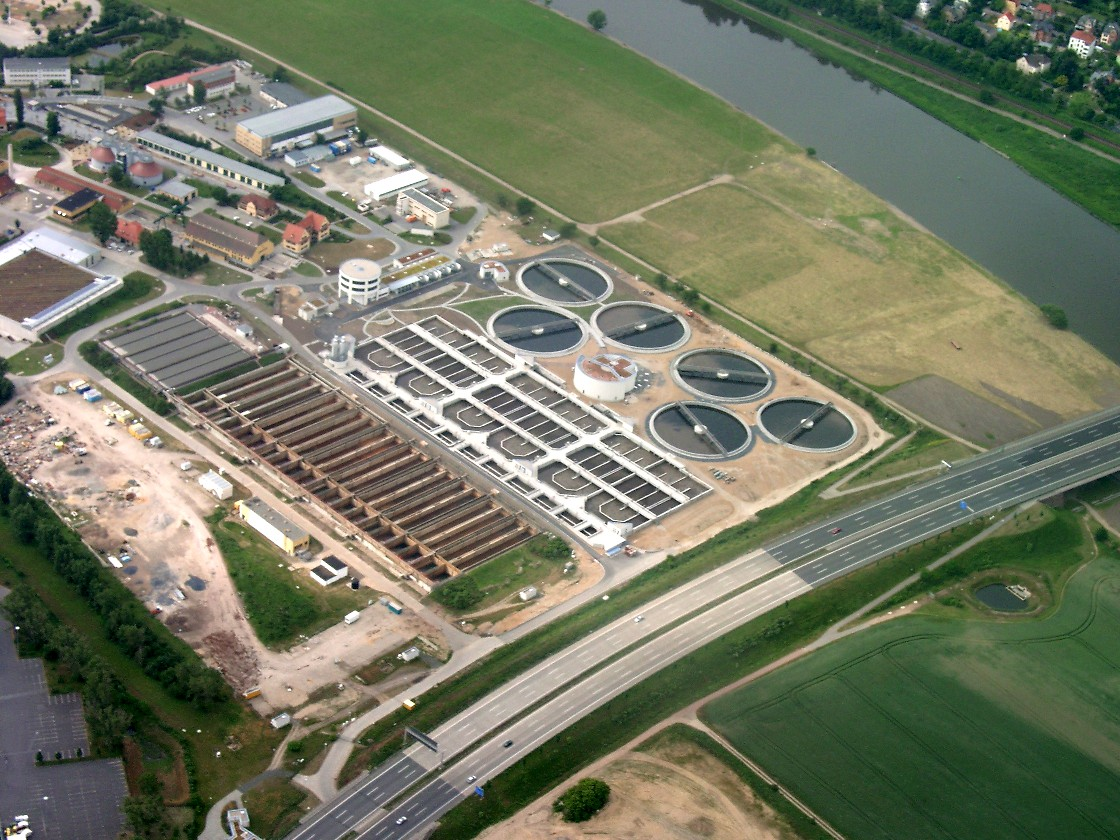
Vista aerea di un impianto di depurazione delle acque

L'acqua usata in campo domestico, industriale, agricolo o zootecnico spesso contiene sostanze che alterano l'ecosistema, per cui gli agenti inquinanti delle acque più comuni sono:
- inquinanti fecali: derivano dagli escrementi animali e dai residui alimentari. In condizioni aerobiche consumano O2 per formare CO2, NO3-, PO34-, SO2, mentre in condizioni anaerobiche formano CH4, NH3, H2S, PH3. Nel caso ci sia un forte inquinamento di tipo fecale, si può avere la presenza nell'acqua di microrganismi patogeni (salmonella, colera, virus epatotropi). Uno dei più comuni inquinanti fecali è il batterio E. coli, presente nell'intestino e quindi nelle feci degli animali a sangue caldo.
- sostanze inorganiche tossiche: sono costituite dagli ioni dei metalli pesanti (come ad esempio Cr6+, Hg2+, Cd2+, Cu2+) che possono bloccare l'azione catalitica degli enzimi dell'organismo determinando avvelenamenti o la morte. Le industrie che usano questi metalli nelle loro lavorazioni, prima di scaricare le acque, devono eliminarli con i loro impianti di depurazione[2].
- sostanze inorganiche tossiche: sono costituite dai fosfati ed i polifosfati presenti nei fertilizzanti, detersivi, composti fosforati ed azotati ed in alcuni scarichi industriali. Queste provocano l'eutrofizzazione, ovvero un enorme sviluppo della flora acquatica che in gran parte muore depositandosi sul fondo decomponendosi e perciò consumando notevoli quantità di ossigeno. Quando nella massa d'acqua si determina un deficit di ossigeno, si iniziano a liberare i prodotti della decomposizione anaerobica con conseguente morte della fauna per asfissia. Il corso d'acqua così si intorbidisce limitando la penetrazione della luce in profondità peggiorando ulteriormente la situazione.
- sostanze organiche artificiali: come ad esempio i diserbanti, gli antiparassitari, gli insetticidi, portano vantaggi all'agricoltura ma possono inquinare sia le acque che il suolo. Inoltre ci sono i solventi organici utilizzati dalle industrie (come ad esempio l'acetone, la trielina, il benzene, il toluene, ecc.) che devono essere eliminati prima di scaricare l'acqua nei corsi.
- oli liberi e emulsionanti: sono insolubili e per via della loro bassa densità, stratificano nella superficie creando dei film oleosi che impediscono all'ossigeno di solubilizzarsi nell'acqua. È un fenomeno esteso e provoca dei veri e propri disastri ecologici nei cui confronti è molto difficile intervenire.
- solidi sospesi: sono sostanze di varia natura che rendono torbida l'acqua ed intercettano la luce solare. Inoltre, una volta depositati sul fondo, impediscono lo sviluppo della vegetazione.
- calore, acidi e basi forti: dovuti per lo più agli scarichi industriali, possono diminuire la solubilità di O2 ed alterare temperatura e pH dell'ambiente provocando alterazioni patologiche o la scomparsa di alcune specie viventi oppure ancora lo sviluppo di altre normalmente assenti.

Fra le sostanze inorganiche nocive sono annoverati anche i perfluorati PFAS, dei quali PFOA e PFOS sono le due classi più diffuse.
L'acqua, in condizioni naturali, è in grado di autodepurarsi grazie all'azione di filtrazione effettuata dagli strati di suolo in cui essa permea e alla presenza di microorganismi che, con la giusta quantità di ossigeno disciolto, decompongono aerobicamente le sostanze in composti non inquinanti (come l'anidride carbonica, i nitrati, i fosfati, i solfati). Se l'ossigeno disciolto in acqua non è sufficiente per ossidare tutte le sostanze inquinanti presenti, si creano condizioni anaerobiche, con formazione di metano, ammoniaca, fosfina, acido solfidrico, che fanno scomparire ogni forma di vita nell'acqua.
È dunque indispensabile per la vita degli organismi acquatici un'adeguata presenza di ossigeno disciolto.

## Conseguenze
Nel caso di fognature che rilasciano acque inquinate da virus e batteri in luoghi in cui possa venirsi a creare il contatto con esseri umani, si possono determinare malattie come l'epatite virale, la salmonellosi o la febbre tifoide. Inoltre, lo scarico in acqua di detersivi non biodegradabili o contenenti fosfati, determinano il ricoprimento di uno spesso strato con la loro complessa struttura chimica a catene ramificate e difficilmente vengono aggrediti e degradati dai batteri in composti più semplici o meno nocivi; tali sostanze alterano le caratteristiche fisiche dell'acqua, modificandone la tensione superficiale e provocando la scomparsa, tra l'altro, della flora acquatica, del plancton e, con essi, dei componenti di tutta la piramide trofica.
Conseguenza gravissima, oltre all'estendersi di larghi strati superficiali di materie in decomposizione, con relativi miasmi e colorazioni varie, è la diffusione in acque sia dolci sia marine di batteri e virus e l'assorbimento di questi microrganismi patogeni da parte di molluschi destinati all'alimentazione (quali mitili e ostriche) e allevati in prossimità di sbocchi di scarichi con conseguente pericolo di gravi epidemie.
L'inquinamento da metalli pesanti, spesso derivanti da acque di industrie non trattate, comprendono: 
- mercurio, il quale rientra nella catena alimentare dell'uomo attraverso il pesce e può arrecare danni notevoli al sistema nervoso, fino a condurre anche alla morte;
- cromo, causa di anemia anche in bassissime concentrazioni;
- piombo, che causa il saturnismo, grave patologia dei reni e del fegato e può produrre problemi neurologici.

Il petrolio, a seguito di incidenti, può finire nelle acque e a causa di ciò si va a formare una barriera impermeabile a contatto con l'atmosfera, che non permette il discioglimento dell'ossigeno nell'acqua, causando la morte, per asfissia, degli organismi viventi.
I danni causati da queste sostanze ne risentono anche le zone marine, in cui molti uccelli vengono ricoperti da queste patine e muoiono o per avvelenamento o per una mancata termoregolazione corporea.

## Inquinamento ed economia
Nonostante lo scarico illegale di acque non trattate permetta di evitare i costi di trattamento alle industrie, l'inquinamento derivante può produrre danni la cui valutazione economica è molto spesso indeterminata in quanto non tutti gli effetti sono immediatamente manifesti.
Sono necessari perciò strumenti, tecniche, strutture, in grado di identificare gli inquinanti, di valutare i loro danni e di far rispettare le leggi per la tutela dell'ambiente e della salute comune.
Per il programma di disinquinamento minimo relativo alla zona degli Stati Uniti, le previsioni sulle spese da affrontare per tenere sotto controllo l'inquinamento sono dell'ordine della decina di miliardi di dollari all'anno, mentre se si volesse sviluppare un programma completo, si raggiungerebbe una cifra 5 volte superiore.

## Normativa
L'inquinamento delle acque è stato oggetto di numerose normative evolutesi negli anni, specialmente grazie alle direttive dell'Unione europea.
Una normativa fondamentale fu quella del T.U. (testo unico) del 1934 che attribuiva poteri di vigilanza e di intervento al medico provinciale e quella del 1933 sulle acque e sugli impianti elettrici.
Per le acque costiere, oltre al Codice della navigazione, importante fu la legge del 14 luglio 1965 n.963 sulla tutela delle risorse biologiche delle acque marine che vieta di danneggiare "le risorse biologiche [...] con l'uso [...] di sostanze tossiche atte a intorpidire, stordire o uccidere i pesci e gli altri organismi acquatici".
Oggi le norme vigenti sono contenute nel Decreto Legislativo 152/06, conosciuto come Testo unico in materia ambientale, nel quale si sono riversate ed aggiornate le previsioni della prima legge di adempimento delle direttive europee, la cosiddetta "legge Merli".